# Kimberley (Norfolk)
Kimberley is een civil parish in het bestuurlijke gebied South Norfolk, in het Engelse graafschap Norfolk.